# Anisopygia decora
Anisopygia decora är en kackerlacksart som beskrevs av Morgan Hebard 1926. Anisopygia decora ingår i släktet Anisopygia och familjen småkackerlackor.
Artens utbredningsområde är Franska Guyana. Inga underarter finns listade i Catalogue of Life.